# واتس‌ویل (ویرجینیا)

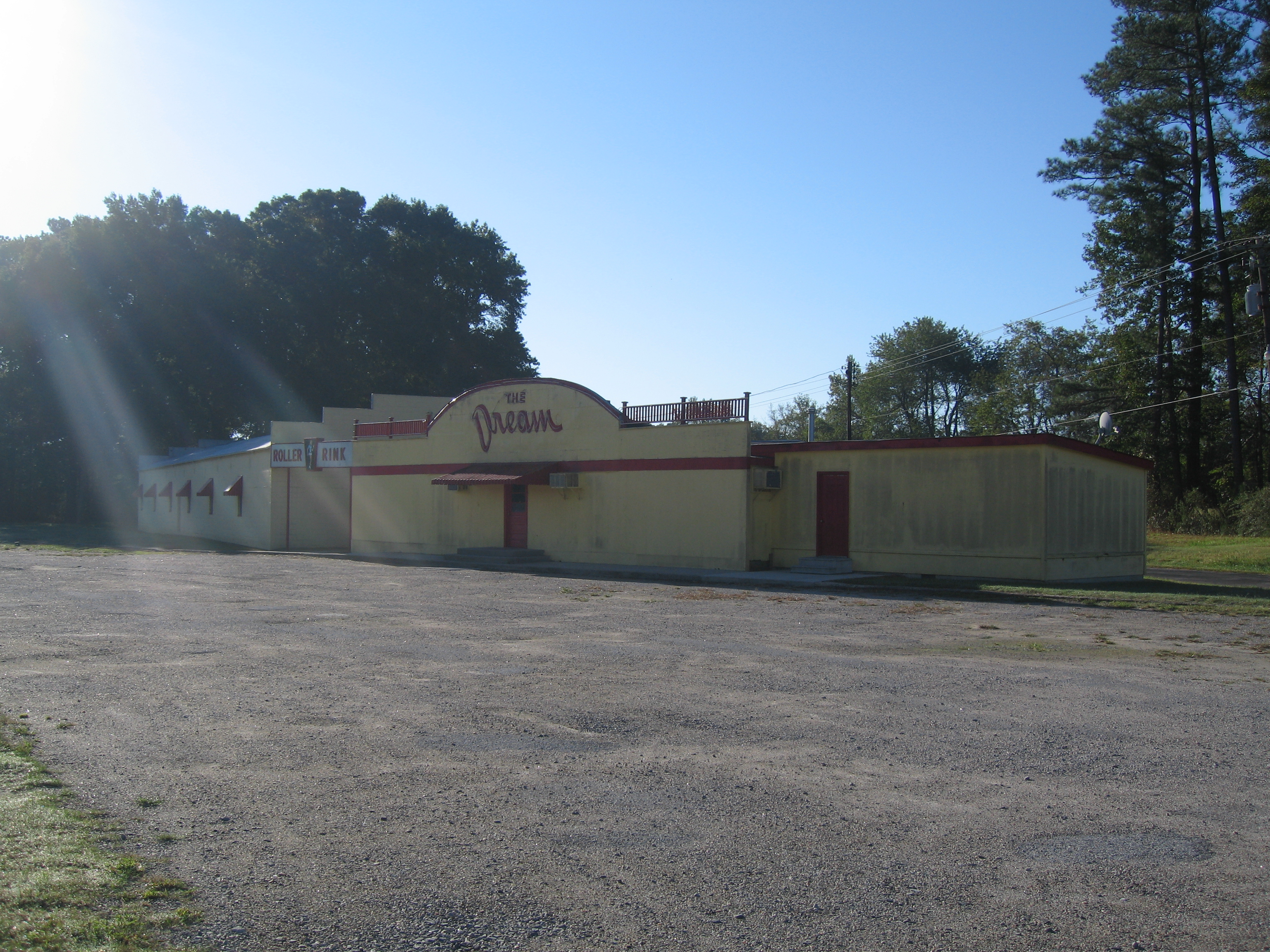
دریم رولر رینک، در حال حاضرمنطقه آزاد است، در واتس‌ویل در سال ۲۰۰۸

موقعیت آکوماک کانتی، در ایالت ویرجینیا

واتس‌ویل، ویرجینیا (انگلیسی: Wattsville, Virginia) یک مکان تعیین شده برای سرشماری (CDP) در ایالت واشینگتن، ویرجینیا، ایالات متحده است. جمعیت در سرشماری سال ۲۰۱۰ قریب به ۱٬۱۲۸ نفر بود.